# Grevillea georgeana
Grevillea georgeana är en tvåhjärtbladig växtart som beskrevs av Mcgill.. Grevillea georgeana ingår i släktet Grevillea och familjen Proteaceae. Inga underarter finns listade i Catalogue of Life.